# Vera Maretskaïa
Vera Petrovna Maretskaïa (en russe : Вера Петровна Марецкая), née le 31 juillet 1906 à Barvikha (Moscou - Empire russe) et morte le 17 août 1978  dans la même ville, est une actrice soviétique.

## Biographie
Vera Maretskaïa étudie à l'École de théâtre Vakhtangov, dont elle sort diplômée en tant qu'actrice en 1924 et est incorporée dans la troupe du Théâtre-Studio dirigée par Youri Zavadsky qu'elle épouse rapidement et avec qui elle a un fils. Le mariage est bref, mais ils restent partenaires sur scène. En 1925, elle fait ses débuts au cinéma en 1925 dans Le Tailleur de Torjok  (Zakroischik iz Torzhka). Elle jouera dans une quinzaine de films muets.
En 1937, ses deux frères, Dmitri et Grigori, des journalistes opposants politiques de Nikolaï Boukharine, sont exécutés par balle lors des purges de la Grande Terreur sous la dictature de Staline. Vera Maretskaïa perd son second mari, un jeune acteur nommé Gueorgui Troïtsky, tué au combat en 1941 au cours de la Grande Guerre patriotique. Elle adopte les enfants de ses frères exécutés, soutenue par Youri Zavadsky qu'elle élève avec ses deux enfants.
En 1940, elle est l'un des visages emblématiques des films de propagande soviétiques. Elle connaît la gloire en 1940 après son rôle dans Membre du gouvernement (Chlen Pravitelsvta) d'Alexandre Zarkhi et Iossif Kheifitz et pour ce rôle, elle reçoit le Prix Staline. Le Théâtre-Studio de Zavadsky fusionne avec le Théâtre Mossovet en 1940 et Vera Maretskaïa devient membre permanent de ce dernier. En plus de Zavadsky, elle a comme partenaires de scène des acteurs tels que Faïna Ranevskaïa, Lioubov Orlova, Nikolaï Mordvinov, Ossip Abdoulov, Rostislav Pliatt ou Gueorgui Jjionov.
Vera Maretskaïa avait un talent culinaire légendaire, ce qui lui a permis d'accueillir chez elle l'acteur français et fin gastronome Jean Marais.
Vera Maretskaïa souffre d'un cancer du sein au cours des dix dernières années de sa vie, suivi d'un cancer du cerveau. Elle continue cependant sa carrière d'actrice sur Radio Moscou où elle crée des spectacles radio populaires basés comme ses adaptations de Femme sans amour et L'Art de vivre de l'écrivain français André Maurois. En 1976, Vera Maretskaïa est Héros du travail socialiste. Elle reçoit quatre fois le prix Staline (en 1942, 1946, 1948 et 1951) et est Artiste du peuple de l'URSS en 1949. Vera Maretskaïa meurt le 17 août 1978 et est inhumée au cimetière de Novodevitchi à Moscou.

## Filmographie partielle
- 1925 : Le Tailleur de Torjok de Yakov Protazanov
- 1928 : La Maison de la place Troubnaia de Boris Barnet
- 1928 : Terre prisonnière de Fedor Ozep
- 1941 : La Maison Artamonov de Grigori Rochal : Natalia
- 1942 : Kotovski (Котовский) de Alexandre Feinzimmer : Olga
- 1944 : La Noce (Свадба, Svadba) d'Isidore Annenski : Anna Zmeyoukina
- 1947 : L'Institutrice du village de Marc Donskoï
- 1955 : La Mère de Marc Donskoï : mère de Pavel

## Distinctions
- Héros du travail socialiste (1976)
- Artiste du peuple de l'URSS (1949)
- ordre de l'Insigne d'honneur (1940)
- ordre du Drapeau rouge du Travail (1944, 1947, 1960)
- prix Staline de 2e classe : 1942, pour le rôle principal dans le spectacle Nadejda Dourova d'Alexandre Kotchetkov et Constantin Lipskerov
- prix Staline de 2e classe : 1946, pour le rôle dans le film Elle défend sa Patrie (1943)
- prix Staline de 1er classe : 1948, pour le rôle dans le film 'L'Institutrice du village (1947)
- prix Staline de 2e classe : 1951, pour le rôle dans le spectacle Les Aubes sur Moscou d'Anatoli Sourov
- Ordre de Lénine (1967, 1976)
- Médaille pour la Défense de Moscou (1944)
- Médaille du 30e anniversaire de la Victoire sur l'Allemagne (1975)